# John Wootton

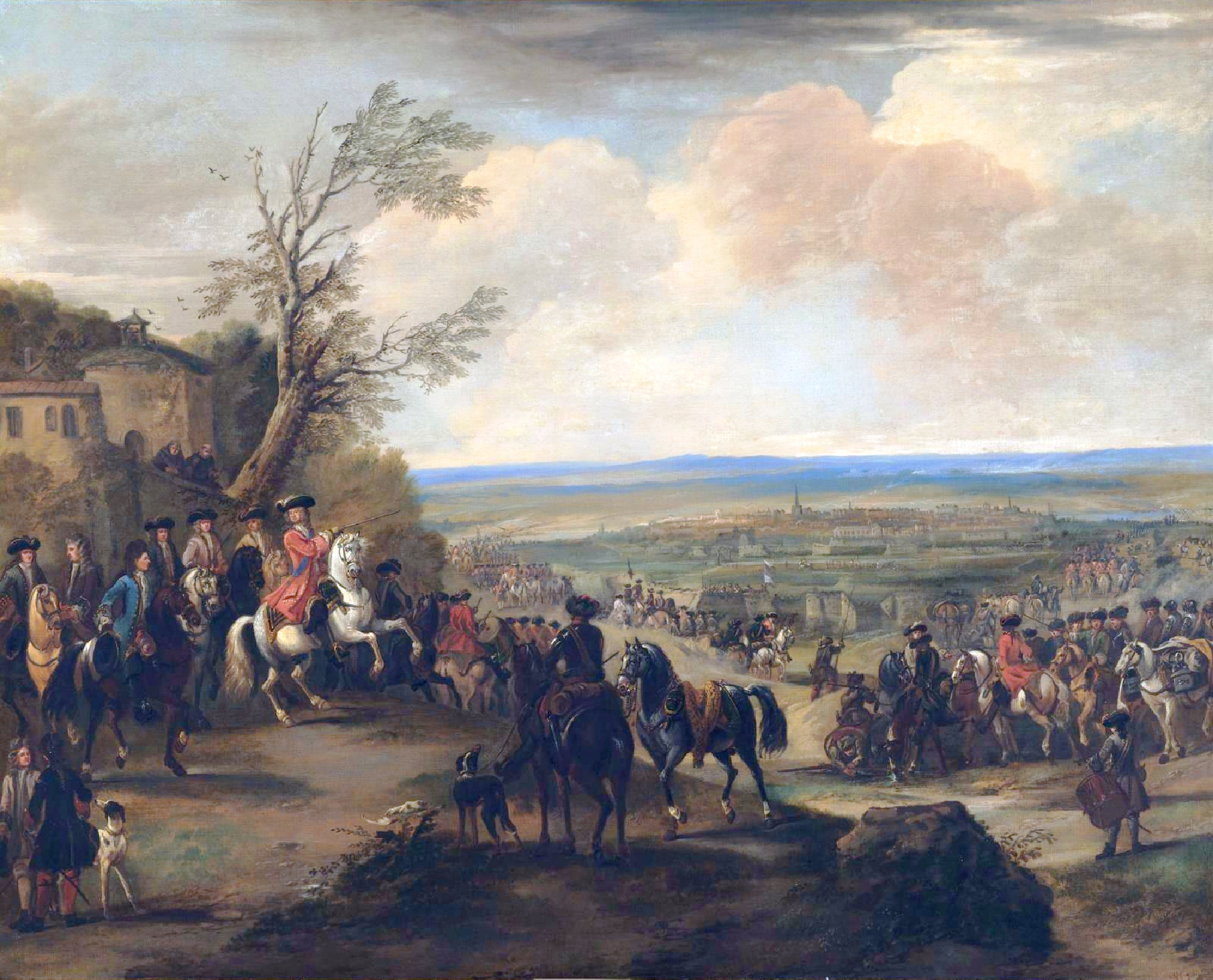
De hertog van Marlborough bij de Slag bij Oudenaarde

John Wootton (Snitterfield, ca. 1682 - Londen, 13 november 1764) was een Engels kunstschilder, tekenaar en illustrator. Hij vervaardigde landschappen en historiestukken, maar verwierf vooral faam met zijn afbeeldingen van dieren, waaronder veel paarden en honden, en jachttaferelen.
Wootton werd in zijn tijd beschouwd als een van de besten in zijn genre. Hij was een leerling van Jan Wyck, een Nederlands kunstschilder die vooral actief was in Engeland, een zoon van de Haarlemse schilder Thomas Wijck.